# Sygeplejersken
Sygeplejersken és una minisèrie de televisió danesa de drama biogràfic que es va estrenar a la plataforma d'estríming Netflix el 27 d'abril de 2023. Consta de quatre episodis. La sèrie està basada en la novel·la homònima de Kristian Corfixen, que al seu torn es basa en fets reals. S'ha subtitulat al català.

## Acció
La sèrie gira al voltant de la infermera danesa Christina Aistrup Hansen, que el 2016 va ser condemnada per l'intent d'assassinat de quatre pacients a l'hospital Nykøbing Falster, després de ser exposada per la infermera Pernille Kurzmann Larsen, companya seva.

## Repartiment
- Fanny Louise Bernth - Pernille Kurzmann Larsen
- Josephine Park - Christina Aistrup Hansen
- Peter Zandersen - Niels Lundén
- Dick Kayso - Kenny Herskov